# چن تائو (بوکسور)
چن تائو (انگلیسی: Chen Tao؛ زادهٔ ۱۶ دسامبر ۱۹۷۲) بوکسور اهل چین بود.